# Кјеза (Бергамо)
Кјеза (итал. Chiesa) је насеље у Италији у округу Бергамо, региону Ломбардија.
Према процени из 2011. у насељу је живело 3057 становника. Насеље се налази на надморској висини од 347 м.